# Merced (Costa Rica)
Merced è un distretto della Costa Rica facente parte del Cantone di San José, nella provincia omonima.
Merced comprende 10 rioni (barrios):
- Bajos de la Unión
- Claret
- Coca Cola
- Iglesia Flores
- Las Luisas
- Mántica
- México
- Paso de la Vaca
- Pitahaya
- Rincón de Cubillos

Il distretto fa parte dell'area urbana della capitale San José ed è un distretto prevalentemente commerciale che ospita alcuni mercati e le sedi di due importanti banche, Banco Nacional de Costa Rica e Banco Central de Costa Rica, e delle Poste (Correos de Costa Rica)..